# Vändåtta
Vändåtta är en svensk kortspelsvariant som är snarlik många andra kortspel i andra länder:
Mau-Mau, Switch, Crazy eights m.fl.

## Regler
Vändåtta spelas med minst två spelare. Spelet går ut på att först bli av med alla sina kort. 
Korten blandas och given delar ut sju kort till varje spelare. Talongen läggs mitt på bordet och given slår upp det översta kortet. 
Förhand spelar nu ut. Personen kan välja att spela ett kort som följer färg på det uppslagna kortet. Spelaren kan också välja att spela ut ett kort av samma valör och byta färg. Det är tillåtet att lägga flera kort på samma gång, om alla har samma valör, och det första har samma färg eller valör som det uppslagna kortet.
Åttorna fungerar som jokrar i vändåtta. Om spelaren har en åtta på handen kan personen lägga ut den och säga vilken färg på korten spelaren vill ha. Detta är dock inte tillåtet om spelaren samtidigt har ett kort av samma färg och/eller valör som det kort som ligger uppe. Om spelaren inte kan eller vill lägga ut måste personen ta upp ett kort. Kan eller vill spelaren inte då heller får personen fortsätta ta upp tills spelaren har dragit upp tre kort. Om personen inte kan eller vill lägga ut efter upplockningen, så går turen vidare till nästa spelare. Om en spelare spelar ut ett ess måste alla övriga spelare, i tur och ordning runt bordet efter ess-spelaren plocka upp ett kort var från talongen. Sedan fortsätter spelaren som spelat esset.
Vanligen spelar man med regeln att en spelare som bara har ett kort kvar på handen måste meddela detta, till exempel genom att säga "varning". Den som glömmer detta måste ta upp ett kort ur talongen.
Oftast spelas vändåtta med poängräkning. När en spelare har vunnit omgången, räknas motspelarnas kort enligt följande:
- Åttor 25 poäng
- Ess 15 poäng
- Klädda kort 10 poäng
- Tior 10 poäng
- Övriga kort 5 poäng

En vinst i omgången räknas som en nolla i protokollet. Vinnaren blir den sista som har färre än 100 poäng.

## Varianter
På olika håll råder olika regler om hur åttor och ess får spelas, till exempel om det ska vara tillåtet eller inte att lägga åtta på åtta, åtta på ess, ess på ess eller ess på åtta.